# Piotr Soczyński
Piotr Soczyński (Łódź, 18 januari 1967) is een voormalig profvoetballer, afkomstig uit Polen. Hij sloot zijn carrière in 2000 af bij Olimpia Poznań. Hij speelde als verdediger onder meer één seizoen bij Fenerbahçe SK in Turkije.

## Interlandcarrière
Soczyński kwam in totaal dertig keer (één doelpunt) uit voor de nationale ploeg van Polen in de periode 1989–1992. Hij maakte zijn debuut op 7 februari 1989 in de vriendschappelijke uitwedstrijd tegen Costa Rica (1-5). Hij viel in dat duel na 79 minuten in voor Ryszard Tarasiewicz. Zijn eerste en enige interlandtreffer maakte hij op woensdag 19 december 1990 in de vriendschappelijke uitwedstrijd tegen Griekenland (1-2), toen hij in de 34ste minuut de stand gelijktrok. Roman Kosecki bepaalde de eindstand na rust op 2-1 in het voordeel van Polen.